# Scarabaeus aeratus
Scarabaeus aeratus es una especie de escarabajo del género Scarabaeus, familia Scarabaeidae. Fue descrita científicamente por Fabricius en 1775.
Habita en Australia (Queensland, Nueva Gales del Sur, Victoria).